# Elsa Schiaparelli

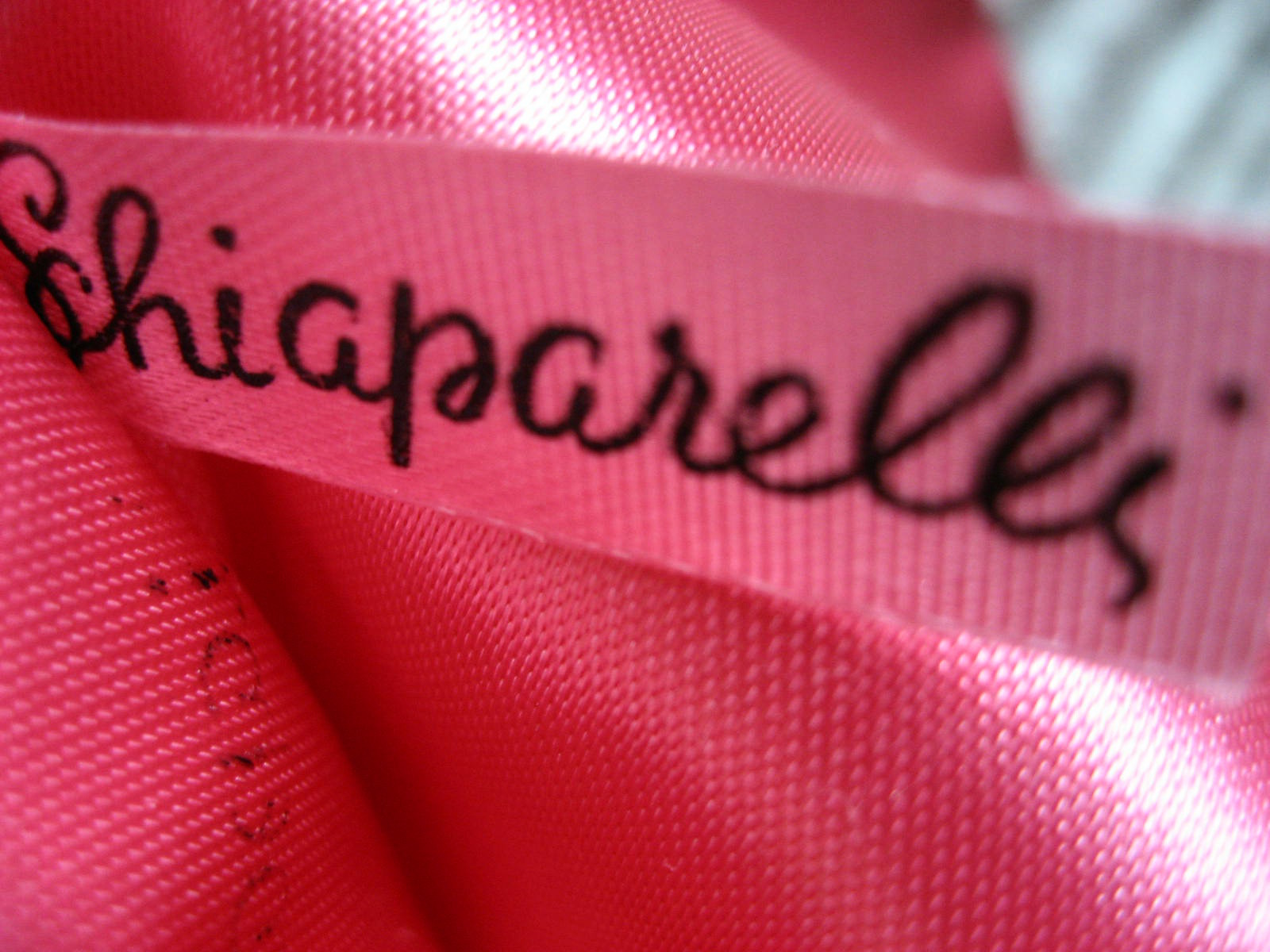
Chockrosa från 1936.

Elsa Schiaparelli, född 10 september 1890 i Palazzo Corsini i Rom, Italien, död 13 november 1973 i Paris, Frankrike, var en fransk-italiensk modeskapare. Hon anses vara en av de mest framstående modeskaparna från mellankrigstiden. Hon samarbetade med framstående kreatörer som Paul Poiret, Salvador Dalí och Jean Cocteau, och bland annat Greta Garbo, Katharine Hepburn, Vivien Leigh och Marlene Dietrich bar hennes kläder.

## Biografi
Elsa Schiaparelli växte upp i en aristokratisk och intellektuell familj. Fadern var föreståndare för Accademia dei Lincei samt professor i orientalistisk litteratur och modern härstammade från Medicifamiljen. Hon studerade filosofi och gav 1911 ut en diktsamling med sensuella dikter, Arethusa.
År 1913 flyttade hon till London tillsammans med sin systers vänner, där hon bland annat besökte en teologisk konferens som anordnades av teosofen Wilhelm Frederick Wendt de Kerlor. De förälskade sig i varandra, gifte sig 1914 och flyttade 1916 till New York. 1920 föddes deras dotter Gogo, som tidigt fick polio. Pengarna försvann snabbt och maken var ofta frånvarande, och paret skilde sig till slut. Under tiden i USA lärde dock Schiaparelli känna Francis Picabias fru Gabrielle Picabia, och därigenom inleddes ett livslångt intresse och engagemang för surrealismen.
År 1922 flyttade Elsa Schiaparelli till Paris med dottern, för att hon skulle kunna få rätt behandling. Dagtid jobbade Schiaparelli i en antikaffär, och om kvällarna umgicks hon i intellektuella kretsar på restaurangen Le Bœuf sur le Toit. Där lärde hon bland annat känna modeskaparen Paul Poiret, som vid den tiden var en stor modedesigner. Genom honom fick hon ett stort intresse för haute couture, och under mitten av 1920-talet började hon själv att formge kläder. Hon fick sitt genombrott med en handstickad pullover med ett svartvitt trompe l'œil-motiv, som uppmärksammades av Vogue och blev populärt i bland annat USA.
År 1927 grundade hon sitt eget modehus, Schiaparelli. De stickade kläderna utökades med simkläder, badkläder och olika accessoarer. Kläderna hade många olika motiv och färger, ofta rika med kontraster. Kombinationen av haute couture och sportkläder blev populärt bland annat i USA. Från 1929 utökade hon antalet nya material, storlekar, detaljer och tillbehör kraftigt. Hon började också samarbeta med personer som Elsa Triolet, Jean Dunand, Alberto Giacometti, Meret Oppenheim, Jean Schlumberger, Lina Baretti och Jean-Michel Frank. 1932 hade Schiaparellis modehus flera våningar, åtta ateljéer och över fyrahundra anställda. År 1933 öppnade hon butiker och kontor i London och New York. År 1934 blev hon den första kvinnliga modeskaparen att visas på framsidan av den amerikanska tidskriften Time. Bland kända personer som började använda hennes kläder återfanns Wallis Simpson, Marlene Dietrich, Katharine Hepburn, Lauren Bacall, Gala Dalí, Gene Tierney, Greta Garbo, Vivien Leigh och Mae West.
Schiaparellis modeskapande blev alltmer påverkat av surrealism, och hon arbetade med många framstående surrealistiska konstnärer. Under 1930-talet började hon på så vis att samarbeta med bland annat Salvador Dalí och Jean Cocteau.
Fram till sommaren 1940 kunde Schiaparelli hålla igång modehuset. I juli 1940 lämnade hon dock Paris, och gav föreläsningar i USA om kvinnan och kläder. Hon återvände till Paris, överlämnade sitt modehus i händerna på sin högra hand från maj 1940 till juli 1945, och återvände till New York, varifrån hon bland annat engagerade sig för ett fritt Frankrike. När Frankrike till slut blev fritt igen återvände hon till Paris, började designa igen och gav ut sin första nya kollektion efter andra världskriget i september 1945.
År 1954 stängde hon dock ner sitt modehus, för att skriva sin självbiografi Shocking Life.

## Galleri

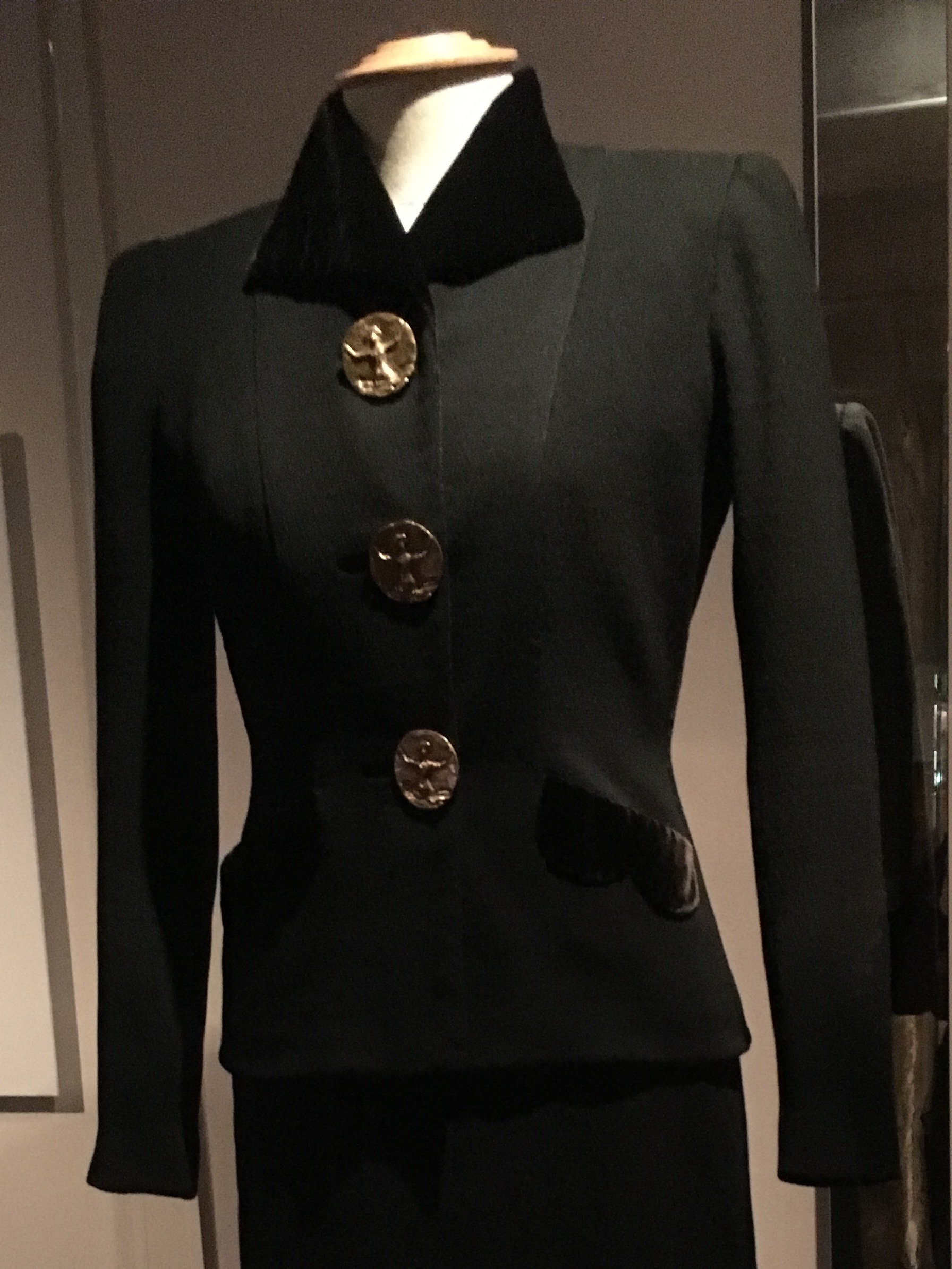
Dräkt från 1938–1939 med knappar designade av Alberto Giacometti.
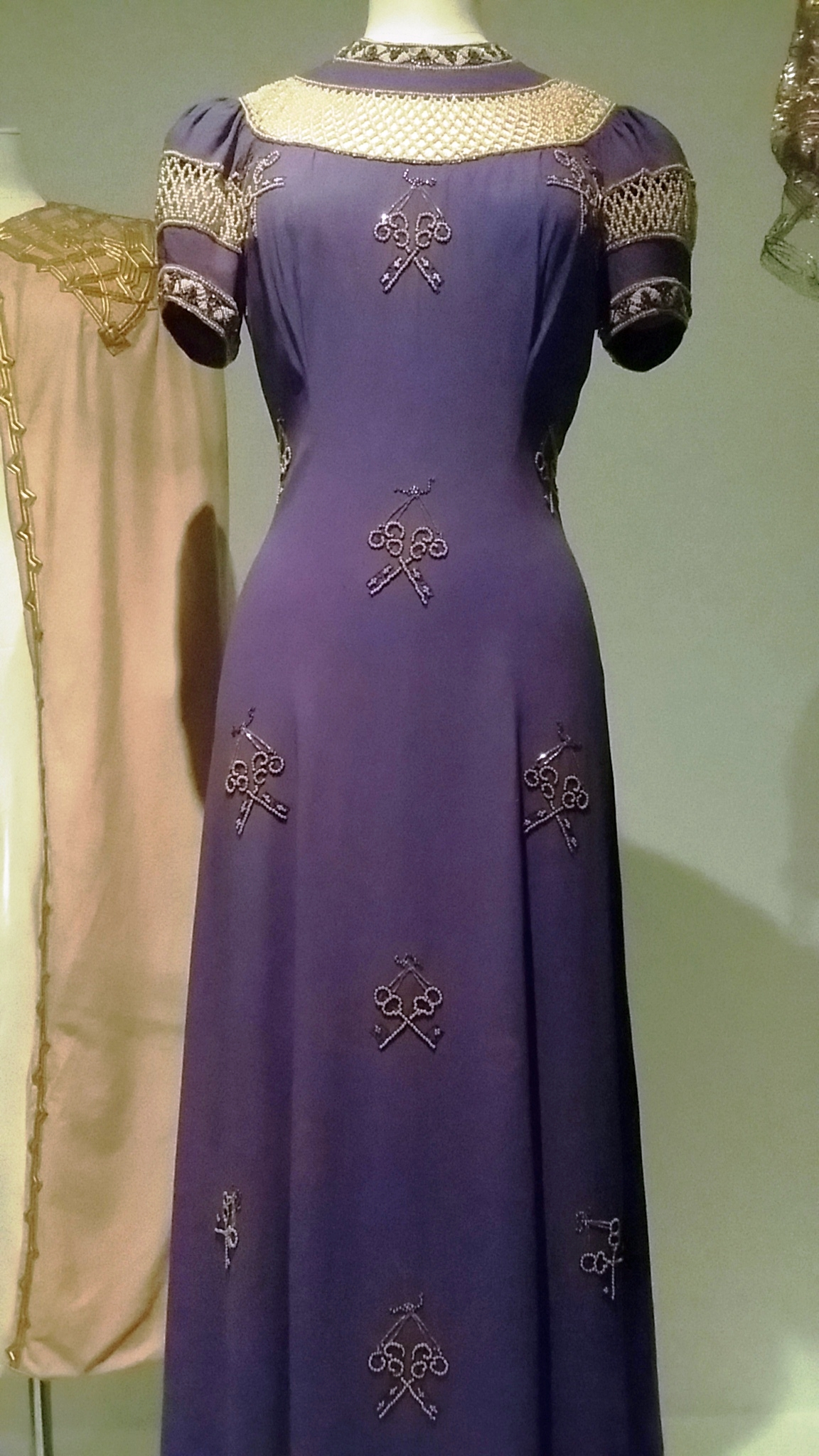
Aftonklänning designad av Elsa Schiaparelli.
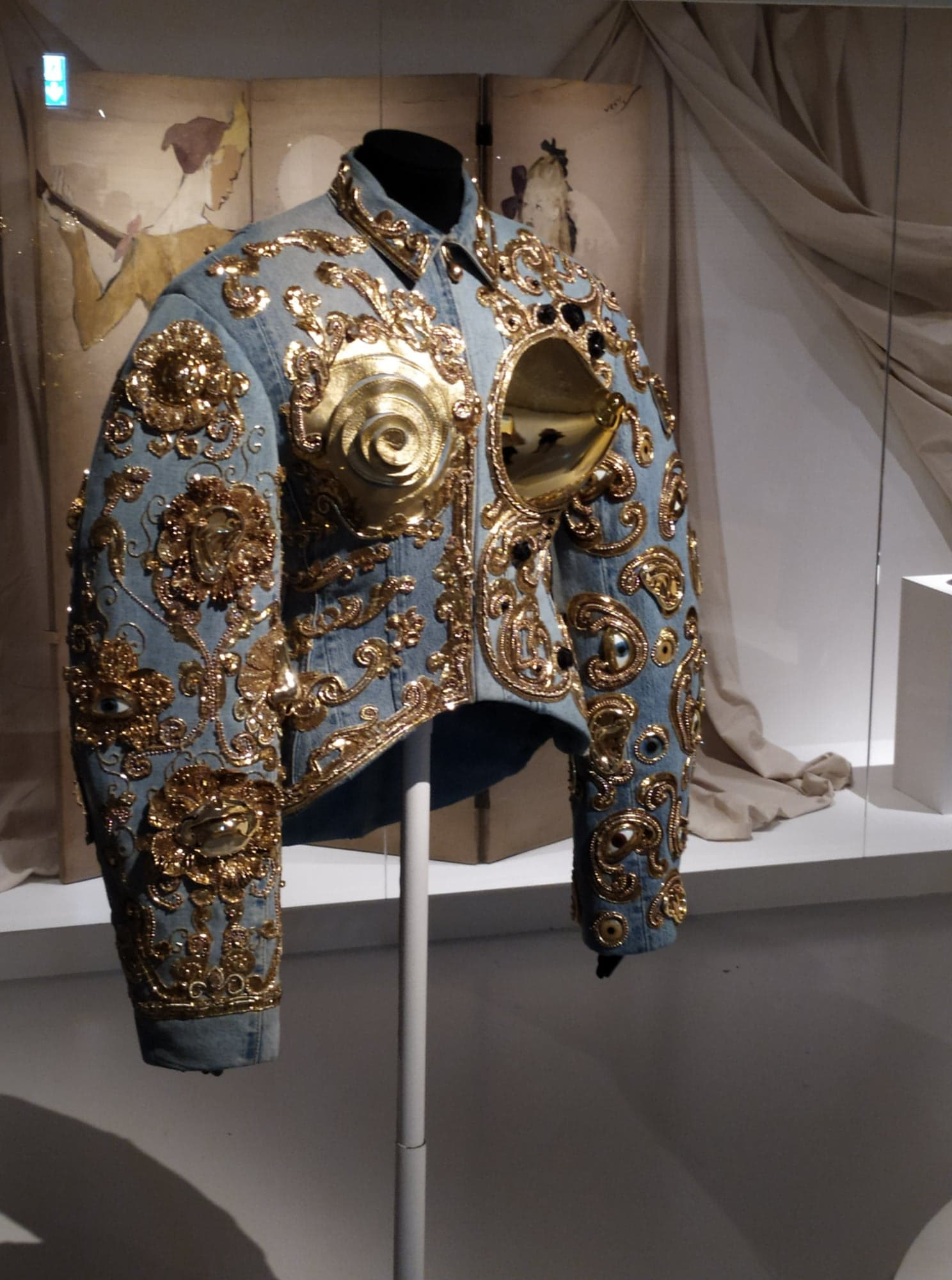
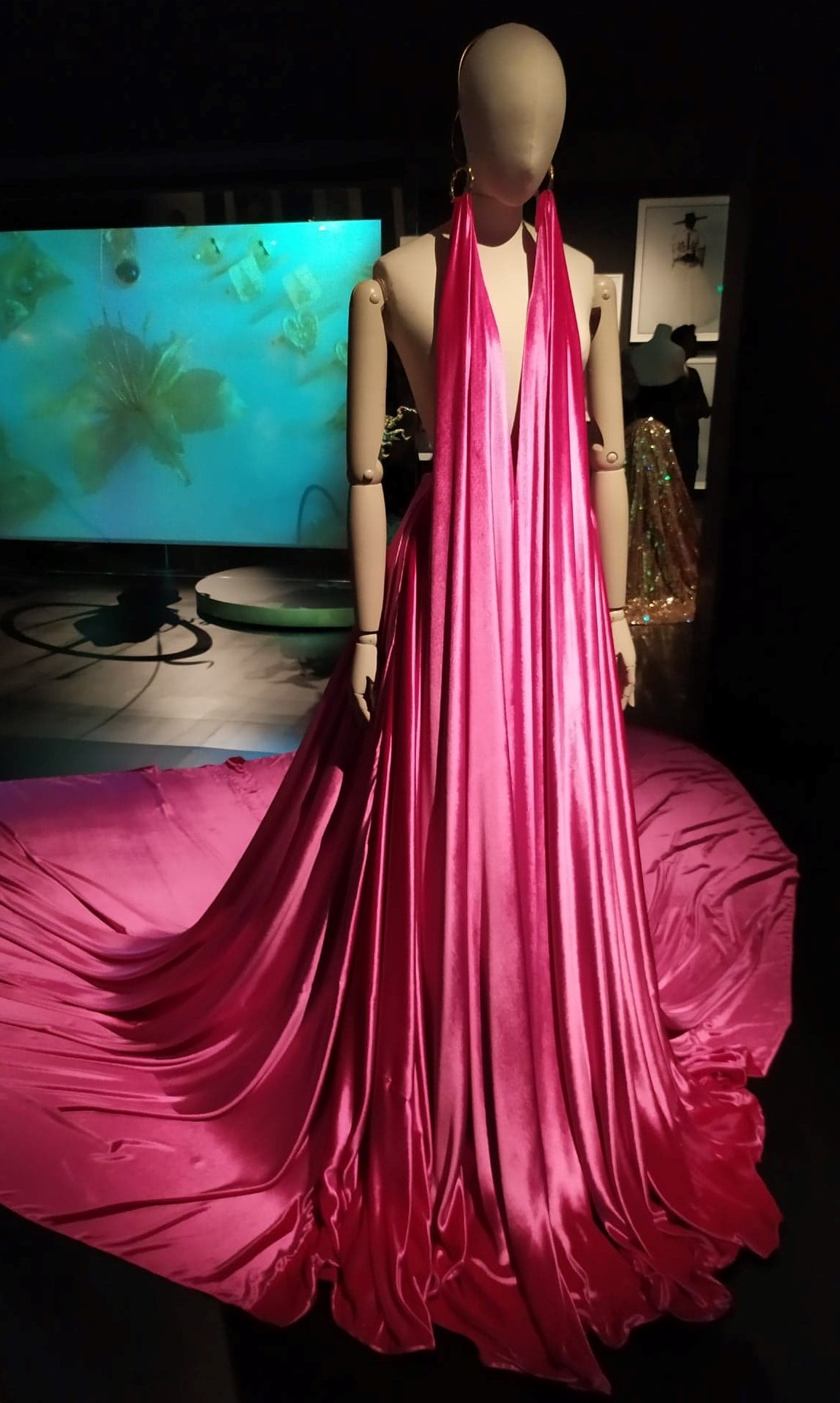
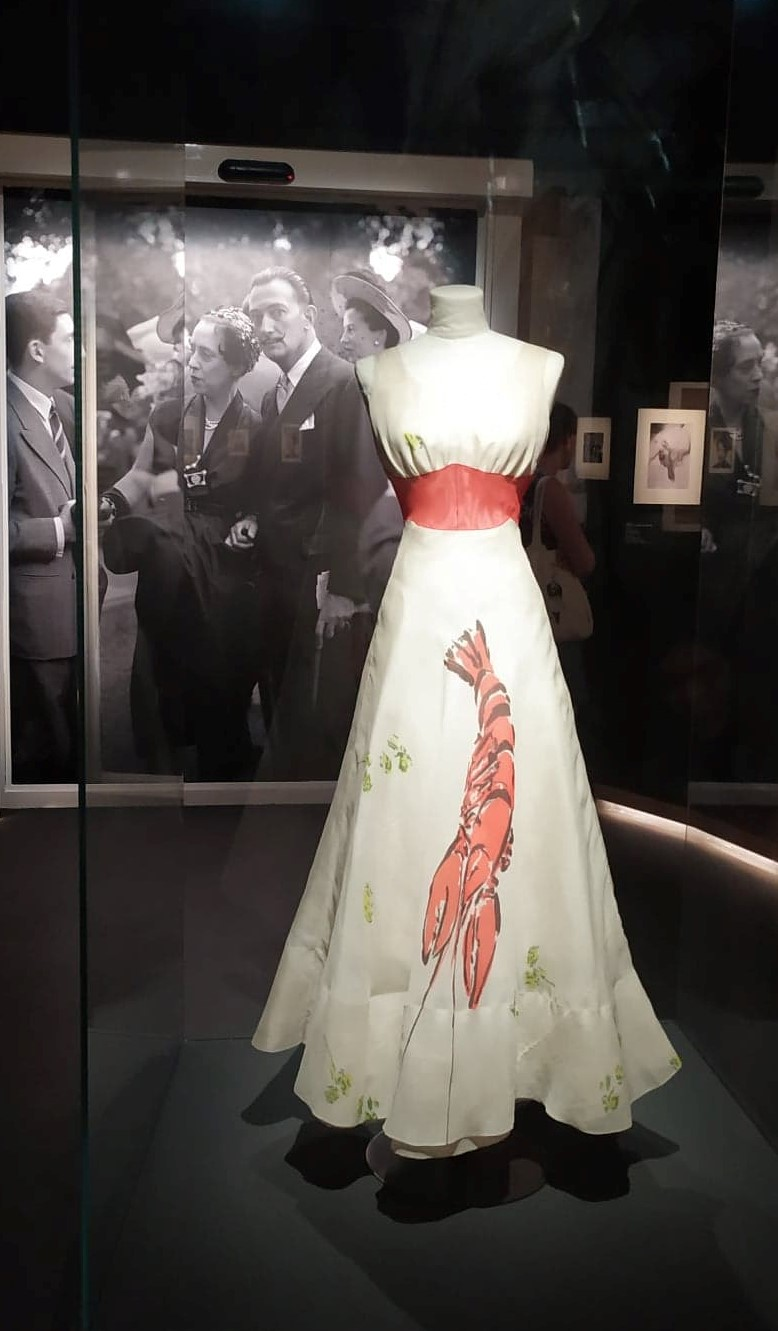